# واله‌لونجا پراتامنو
واله‌لونجا پراتامنو (به ایتالیایی: Vallelunga Pratameno) یک کومونه در ایتالیا است که در استان کالتانیستا واقع شده‌است. واله‌لونجا پراتامنو ۳۹٫۲ کیلومتر مربع مساحت و ۳٬۷۷۹ نفر جمعیت دارد و ۴۷۲ متر بالاتر از سطح دریا واقع شده‌است.